# لهستان در المپیک تابستانی ۱۹۹۲
لهستان در بازی‌های المپیک تابستانی ۱۹۹۲ که در شهر بارسلونا اسپانیا برگزار شد، کاروان لهستان با ۲۰۱ ورزشکار در این رقابت‌ها شرکت کرد و موفق به کسب ۱۹ مدال (۳ طلا، ۶ نقره، ۱۰ برنز) شد. در جدول رتبه‌بندی توزیع مدال‌ها، لهستان در ردهٔ ۱۹ مسابقات قرار گرفت.